# Eupteryx curtisii
Eupteryx curtisii är en insektsart som först beskrevs av Flor 1861.  Eupteryx curtisii ingår i släktet Eupteryx och familjen dvärgstritar. Inga underarter finns listade i Catalogue of Life.